# Henri Alleg

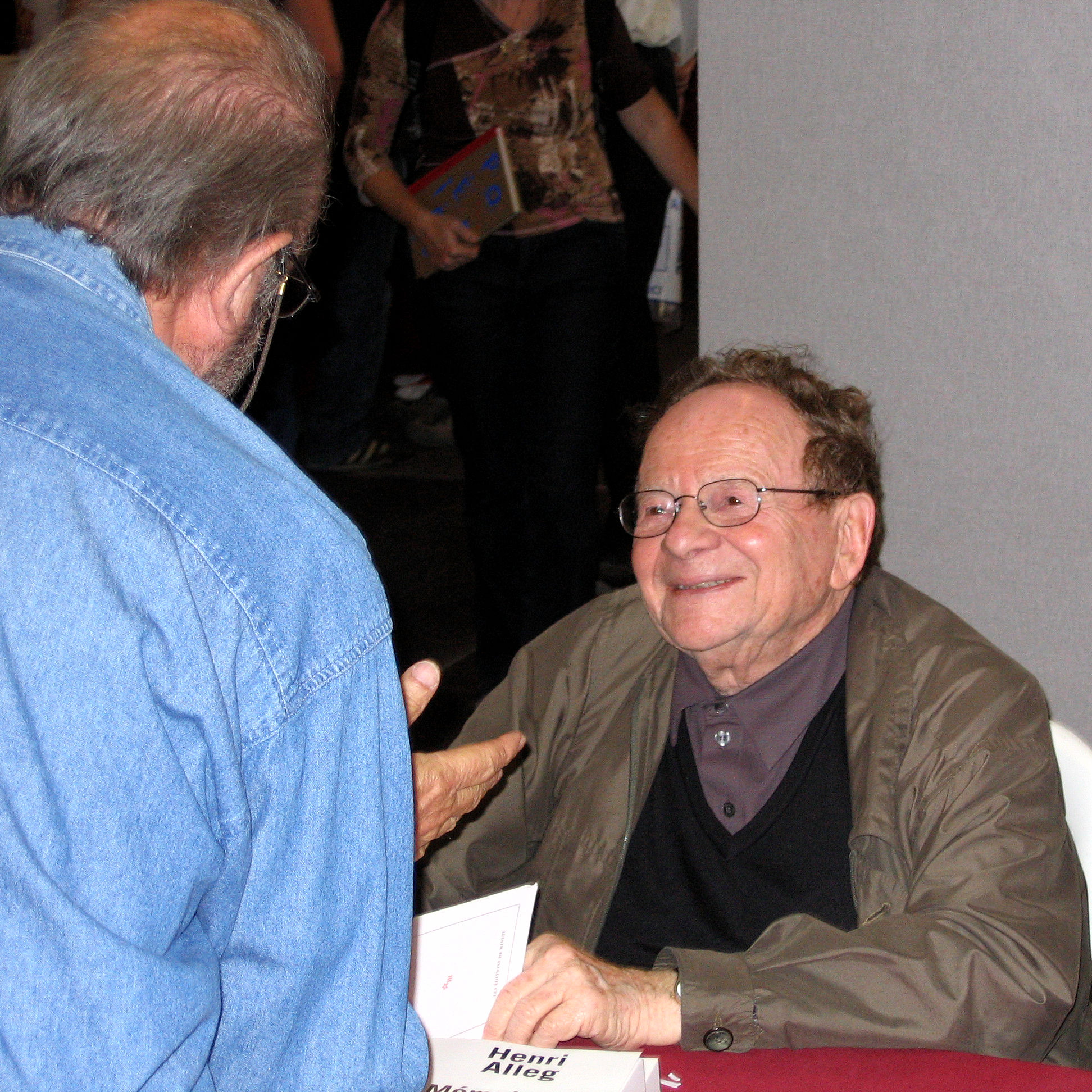
Henri Alleg en la Fête de l'Humanité en 2008.

Henri Alleg (20 de julio de 1921 - 17 de julio de 2013), nació como Henri Salem, era un periodista franco-argelino, director del diario Alger républicain, y un miembro del Partido Comunista Francés. Después de que Les Éditions de Minuit, una editorial francesa, publicó su libro de memorias La Question en 1958, Alleg ganó el reconocimiento internacional por su postura en contra de la tortura, especialmente en el contexto de la guerra de Independencia de Argelia (1954-1962).

## Obras
- Mémoire algérienne: souvenirs de luttes et d'espérances (2005)
- Grande aventure d'Alger républicain (co-authored with Boualem Khalfa and Abdelhamid Benzine, 1987)
- Prisonniers de guerre (1961)
- La Question / The Question (Introd. by Jean-Paul Sartre, 1958)
- Requiem pour l'Oncle Sam (1991)
- U.R.S.S. et les juifs (1989)
- Victorieuse Cuba : de la guérilla au socialisme (Preface by Boualem Khalfa, 1963)
- Red Star and Green Crescent, Progress Publishers, translated into English by Sergei Sossinsky, 1985. (Originally published by Messidor, Paris in 1983.) 230 páginas.

## Otras lecturas
- Aussaresses, General Paul, The Battle of the Casbah: Terrorism and Counter-Terrorism in Algeria, 1955-1957. (New York: Enigma Books, 2010) ISBN 978-1-929631-30-8.
- Sartre, Jean-Paul, "A Victory", trans. Azzedine Haddour, in We Have Only This Life to Live: The Selected Essays of Jean-Paul Sartre 1939-1975, ed. Ronald Aronson and Adrian Van Den Hoven (New York: New York Review Books, 2013) 253-65. ISBN 978-1-59017-493-7.
- Alleg, Henri: La tortura, ed. El yunque, 1974 (1958) https://revistaedm.com/wp-content/uploads/2021/07/La-Tortura-Henri-Alleg-.pdf

### Video
- Interview with Henry Alleg from Democracy Now! program, November 5, 2007

- Datos: Q2308461
- Multimedia: Henri Alleg / Q2308461